# Energetica degli ecosistemi

Per energetica degli ecosistemi, si intendono tutti quei processi che comportano un trasferimento di energia in uno o più sistemi ecologici. Tutti gli organismi interagiscono con l’ambiente fisico; in esso si inserisce un flusso d’energia che definisce e governa la componente biotica e abiotica all’ interno del sistema. La radiazione solare che raggiunge la superficie terrestre è la fonte di energia primaria che sostiene tutti i sistemi ecologici e il flusso d'energia deve essere inteso come un trasferimento energetico che trasforma l'energia luminosa in biomassa e continua il suo percorso lungo le reti trofiche di un ecosistema.

## L'energia intesa come flusso

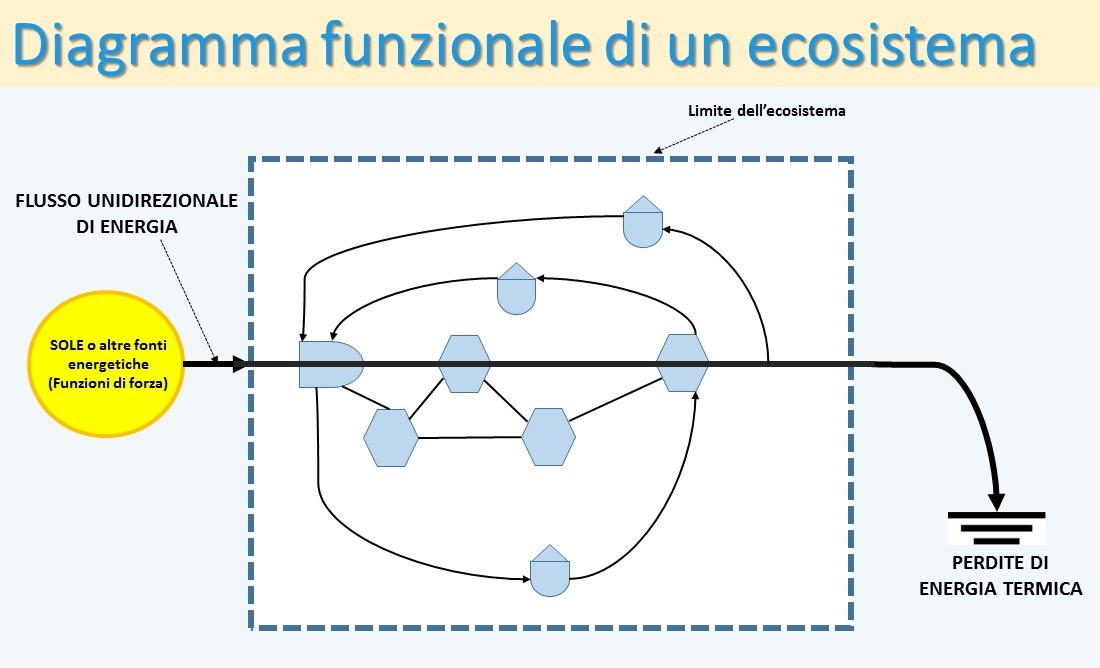
Diagramma funzionale di un ecosistema. Viene indicato il flusso unidirezionale di energia che entra nell'ecosistema e interagisce con il ciclo dei materiali e la comunità

La radiazione solare è la fonte energetica che sostiene la vita sulla Terra; senza di essa non potrebbe esistere. A livello cibernetico, la Terra può essere intesa come un sistema chiuso, composto a sua volta da un ingente numero di sottosistemi (tra cui i vari ecosistemi), attraversato da un flusso unidirezionale di energia.
La radiazione che riesce ad attraversare la biosfera è una forma di energia di alta qualità, disponibile e utilizzata dagli organismi viventi affinché possano espletare le loro funzioni biologiche. L’energia solare riscalda l’atmosfera, supporta i cicli biogeochimici, genera i venti e fornisce la fonte primaria per l'attività fotosintetica delle piante. Il flusso in uscita si disperde nell’ambiente circostante sotto forma di energia di bassa qualità, generalmente sotto forma di calore disperso nelle molecole d’aria e acqua a bassa temperatura ed infine ritorna nello spazio come radiazione infrarossa.
Da un punto di vista funzionalistico, gli organismi di una comunità non vengono considerati come individui, ma come unità (o comparti) che ricevono, accumulano energia e la trasformano attraverso la rete trofica. Durante i processi di trasformazione, parte di questa energia viene dissipata attraverso le attività metaboliche dell’organismo, la produzione di calore e l'escrezione. Soltanto il flusso ininterrotto di energia che proviene dal Sole permette il funzionamento di tutti comparti che costituiscono l’ecosistema.
L'energia solare radiante è formata da uno spettro di radiazioni elettromagnetiche a diverse frequenze. La radiazione solare che raggiunge la superficie terrestre si compone di una componente, la luce visibile, e due componenti non visibili, l'ultravioletto e l'infrarosso. Sebbene sia il flusso di radiazione totale a permettere l'esistenza della vita per tutti gli organismi, è la luce solare diretta che è importante ai fini della produttività e del ciclo dei nutrienti nell'ecosistema. Lo strato autotrofo superiore che è composto da organismi vegetali aventi clorofilla, ricevono ogni giorno la radiazione solare sufficiente per innescare i processi fotosintetici.

### Energia e sistemi

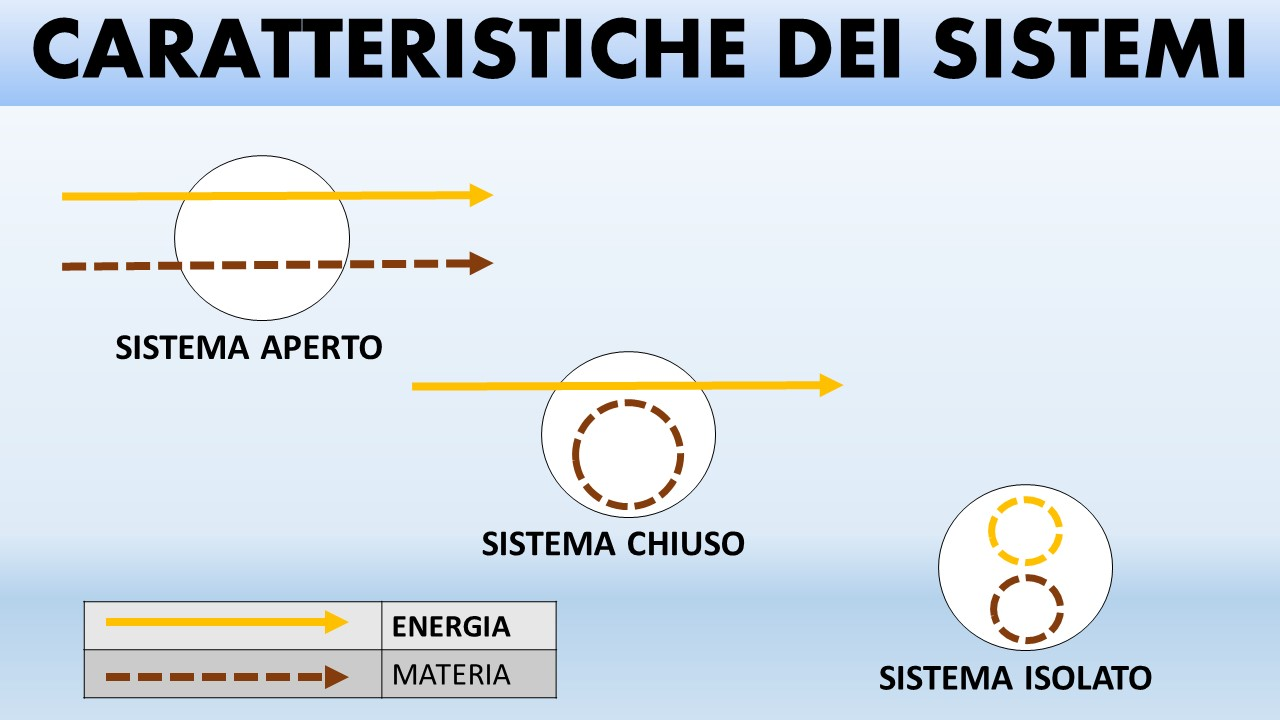
Caratteristiche dei sistemi termodinamici: la meccanica che governa i sistemi ecologici e i viventi è del tutto analoga.

Un sistema può essere definito come "un insieme di parti interagenti", il cui funzionamento in ambito ecologico risponde alle leggi termodinamiche che riguardano il trasferimento di energia e/o materia attraverso i vari (eco) sistemi. Principalmente esistono 3 tipologie di sistemi:
- Sistema aperto. Scambia energia e materia con l’esterno e con i sistemi circostanti. Tutti gli organismi viventi sono considerabili come sistemi aperti. Gli ecosistemi sono anch'essi dei sistemi aperti.
- Sistema chiuso. Scambia energia ma non materia con l’esterno e con i sistemi circostanti. Il pianeta Terra può essere considerato un esempio di sistema chiuso. Esso scambia energia, in quanto l'input energetico principale è l'energia radiante proveniente dal Sole, mentre l'output è la radiazione infrarossa. Si può ragionevolmente affermare che la Terra non scambia materia, perché la quantità di massa di origine extraterrestre (come i meteoriti) è trascurabile.
- Sistema isolato. Non scambia né energia né materia con l’esterno (e con i sistemi circostanti). L'Universo costituisce l'unico esempio di sistema chiuso finora conosciuto.

## Le leggi fisiche che regolano il flusso di energia

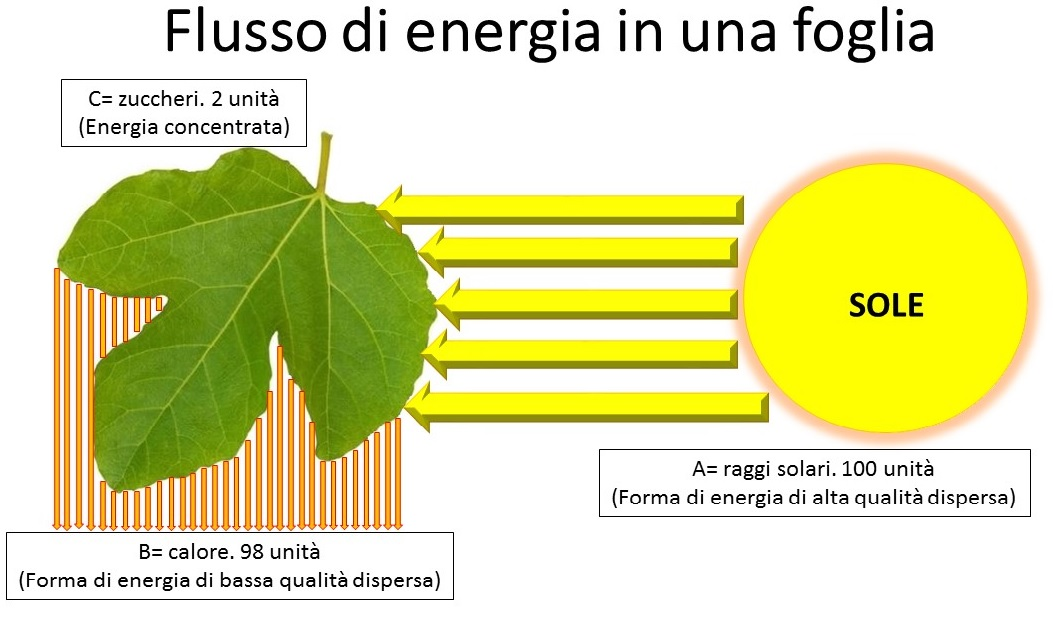
Flusso di energia attraverso una foglia di fico che illustra le 2 leggi della termodinamica. Prima legge: l'energia solare (A) viene convertita in sostanza organica (C) tramite la fotosintesi (A=B+C). Seconda legge: C è sempre minore di A a causa della dispersione di calore (B), avvenuto durante il processo di trasformazione energetica.

L’energia è una grandezza fisica che misura la capacità di compiere un lavoro meccanico, chimico, fisico ed elettrico a prescindere che possa effettivamente essere svolto. Il calore e il lavoro non possono essere considerate come forme di energia vera e propria, piuttosto come delle “energia in transito”, in quanto non sono possedute da un sistema. Il calore deve essere visto come un trasferimento di energia da un sistema ad un altro.
In termodinamica il calore è definito come il contributo di energia consumata a seguito di una reazione chimica o nucleare e trasferita tra due sistemi o parte di sistema imputabile ad un lavoro o ad una conversione tra due differenti tipi di energia. Questa branca della fisica fornisce due dei più importanti principi naturali applicabili a tutti i sistemi biologici o ecologici. Per quanto se ne sappia, al momento non esistono né eccezioni né la tecnologia che possano infrangere queste leggi fisiche. "Ogni sistema naturale o creato dall'uomo che non sia conforme ad esse è destinato a scomparire".
L’energia si può trovare in due forme diverse: potenziale e cinetica. L’energia potenziale è quella accumulata e utile per produrre un lavoro. L’energia cinetica è quel tipo di energia che compie un lavoro a partire da quella potenziale. Il lavoro può essere inteso in due modi: come accumulo di energia e organizzazione oppure come ordinamento della materia. L’accumulo e il rilascio di energia sono governati dalle due leggi della termodinamica.

### Il primo principio della termodinamica
Il primo principio della termodinamica, conosciuto anche come la legge di conservazione dell'energia, afferma che:
Quando la radiazione solare raggiunge la Terra, una piccola parte di essa (circa l'1% della radiazione entrante) viene utilizzata dai produttori primari per i processi fotosintetici. La fotosintesi clorofilliana è una reazione chimica che permette di produrre sostanza organica in presenza di luce.
6 CO2 (Anidride carbonica) + 6 H2O (Acqua) + Luce → C6H12O6 (Glucosio) + 6 O2 (Ossigeno)
Nella formula enunciata sopra risiede il punto focale del discorso: l’energia solare non solo permette la conversione dell’anidride carbonica e dell’acqua in glucosio e ossigeno, ma costituisce il punto fondamentale del primo principio della termodinamica. L’energia solare viene difatti convertita in energia chimica.
La fotosintesi clorofilliana è una reazione endotermica, cioè ha bisogno di assorbire energia (solare) per poter produrre il glucosio necessario. Le molecole prodotte posseggono più energia dei reagenti iniziali. Questo surplus proviene dall’energia solare catturata dalla clorofilla presente nelle foglie. Rispetto all’energia totale iniziale, non si verificano né guadagni né perdite. La capacità delle piante di poter effettuare sempre la fotosintesi richiede una grandissima quantità di energia che viene continuamente fornita dal Sole.

### Il concetto di Entropia applicata agli ecosistemi
Il secondo principio della termodinamica o legge dell'entropia, può essere formulata in parecchi modi, tra cui:
La qualità dell'energia è sempre decrescente. Quando essa viene trasferita o trasformata da una forma all'altra, viene irreversibilmente degradata in una forma più disordinata. Per esempio, il calore contenuto in un oggetto caldo tenderà sempre a disperdersi, confluendo verso l'oggetto più freddo immediatamente adiacente.

Quando si brucia della legna, una parte dell'energia viene dispersa nell'ambiente sotto forma di calore, senza che sia possibile che avvenga il processo inverso. A livello degli ecosistemi naturali, vale la stessa regola: l'energia trasferita da un organismo ad un altro sotto forma di cibo, viene in parte accumulata nei tessuti viventi e in parte dissipata sotto forma di calore, con conseguente aumento dell'entropia.
(Arthur Stanley Eddington)
Apparentemente i sistemi biologici non sembrerebbero seguire il secondo principio della termodinamica, perché la tendenza di un qualsiasi organismo (dalla cellula fino agli apparati che lo compongono) è di "produrre ordine", quindi di diminuire il livello entropico, piuttosto che aumentarlo. Teoricamente il secondo principio della termodinamica si applica ai sistemi chiusi, in cui non viene scambiata né materia, né energia con l'ambiente esterno. Con il passare del tempo, i sistemi chiusi tendono a raggiungere il massimo grado di entropia finché non c'è più energia disponibile per compiere qualsiasi tipo di lavoro. I sistemi viventi, al contrario, sono paragonabili a sistemi aperti che scambiano sia materia che energia con l'ambiente esterno. La radiazione solare fornisce un continuo apporto energetico in grado di contrastare l'aumento di entropia. In questo modo, ci sarà sempre un continuo apporto di nuova biomassa da parte dei produttori che sarà assimilata nella catena trofica dai consumatori.

## L'energia e il concetto di produttività
Il flusso di energia che raggiunge l'ecosistema terrestre inizia il suo percorso di trasformazione con l'assorbimento dei raggi solari da parte degli organismi autotrofi. Il tasso di conversione dell'energia radiante in sostanza organica viene chiamato produzione primaria (o produttività primaria). Questa costituisce la prima fase fondamentale per l'accumulo di energia.
La quantità di clorofilla presente nelle piante e l'efficienza fotosintetica è correlata con la produzione primaria. È stato osservato che la quantità di clorofilla presente "per metro quadro" ha la tendenza di essere uniforme nelle varie comunità piuttosto che in una sola pianta. Difatti, secondo le ricerche condotte da Gessner nel 1949, quando vengono prese in considerazione comunità intatte di piante (giovani e vecchie) che si sono adattate a varie condizioni di luce, queste si integrano e adattano all'energia solare incidente. Le piante adattate all'ombra (piante sciafile) tendono ad avere una concentrazione più alta di clorofilla rispetto alle piante eliofile. Questa proprietà gli consente di intrappolare e convertire i fotoni nel modo più efficiente possibile in base alle condizioni ambientali in cui si trovano e le loro caratteristiche fisiologiche. La produttività si distingue in 4 tappe fondamentali:
1. Produttività primaria lorda
2. Produttività primaria netta
3. Produttività netta della comunità
4. Produttività secondaria

### La produttività primaria lorda e netta
La produttività primaria lorda (detta anche produzione primaria) è definita come il tasso dell'energia che viene assimilata (fissata) dagli organismi autotrofi. In altre parole, consiste nella "velocità totale della fotosintesi, compresa la materia organica usata per la respirazione durante il periodo di misura". La produttività primaria lorda è anche definita fotosintesi totale e viene abbreviata usando l'acronimo PPL e viene misurata in (kcal/m²/anno).
La produttività primaria netta viene definita come la velocità di immagazzinamento della materia organica prodotta al netto di quella usata per la respirazione. 
La produttività primaria netta o PPN si può esprimere tramite la seguente espressione:
{\displaystyle PPN=PPL-R}
dove PPN è la produttività primaria netta, PPL è la produttività primaria lorda, mentre R è il processo di respirazione ad opera degli organismi autotrofi. La produttività, chiamato anche tasso di produzione, viene solitamente espressa come unità di energia accumulata per unità di superficie in un determinato periodo di tempo (kcal/m²/anno), tuttavia si può misurare in alcuni casi come peso secco (g/m²/anno) o come Carbonio organicato (C/m²/anno).

## La ripartizione energetica nelle catene e reti trofiche
La radiazione solare entrante nel sistema terrestre svolge un ruolo fondamentale a livello trofico per tutti gli organismi viventi. Il flusso continuo di energia garantisce un apporto costante di materia prima utile per la sopravvivenza delle catene alimentari esistenti e delle reti trofiche che costituiscono le loro interconnessioni.
Le catene alimentari terrestri si distinguono in 2 tipi fondamentali:
- catena alimentare del pascolo: comincia con le piante verdi, prosegue con gli erbivori pascolanti che traggono nutrimento mangiando cellule e tessuti vegetali vivi, fino ai carnivori che si nutrono di altri animali (erbivori o altri carnivori).
- catena alimentare del detrito: ha inizio con la materia organica morta, continua con i microrganismi fino ai detritivori e si conclude con i loro rispettivi predatori.

Seguendo la catena del pascolo, il flusso di energia segue un percorso tipico: l’energia solare viene fissata dagli organismi autotrofi, chiamati produttori primari. Rientrano nella classificazione dei produttori primari tutti gli organismi vegetali, come le piante verdi, che sono in grado di compiere fotosintesi. I consumatori primari, come gli erbivori, riescono ad assimilare buona parte dell’energia stoccata dalle piante (circa il 10% dell’energia totale ingerita) attraverso i processi di digestione. La biomassa ingerita viene trasformata in energia utile per la sussistenza dell’organismo stesso, generalmente sotto forma di molecole energetiche come l’ATP (adenosina trifosfato) e usata per la respirazione cellulare (respirazione aerobica).
C6H12O6 (Glucosio) + 6 O2 (Ossigeno) → 6 CO2 (Anidride carbonica) + 6 H2O (Acqua) + Energia
Parte di quest’energia viene convertita in calore, come effetto causato dalla reazione di respirazione, che viene emesso dal corpo e perso. La perdita di energia attraverso il corpo è più marcata negli organismi a sangue caldo, i quali devono mangiare più frequentemente rispetto agli animali a sangue freddo. L’energia persa si verifica anche con l’espulsione del cibo non ingerito tramite escrezione o rigurgito.
I consumatori secondari, come i carnivori o gli onnivori, assumono energia mangiando i consumatori primari (predazione). Quell’energia che era stata usata dai consumatori primari per il loro sviluppo e quella immagazzinata come riserva viene assorbita dai consumatori secondari attraverso il processo di digestione. Così come i consumatori primari, anche i consumatori secondari convertono l’energia assunta in forme più disponibili, come l’ATP. Anche a questo livello trofico, parte dell’energia viene persa irreversibilmente sotto forma di calore causato dalla respirazione cellulare e per il mantenimento della temperatura corporea.
Gli stessi meccanismi avvengono per i livelli trofici successivi, se esistono, fino all’apice della catena (o rete) trofica. È possibile che una catena alimentare sia composta fino a 5-6 livelli trofici e non oltre: ciò che non cambia mai è la perdita di energia.
Parallelamente alla catena del pascolo, segue quella che viene chiamata catena del detrito, formata da organismi detritivori e decompositori. I detritivori hanno il compito di sminuzzare sostanza organica morta, mentre i decompositori hanno la capacità di mineralizzarla in elementi inorganici e quindi rilasciarla nel suolo, i quali saranno a loro volta riutilizzati dai produttori primari per il loro accrescimento, chiudendo il ciclo della materia.
Quando l’energia passa da un livello trofico a quello successivo, ogni volta viene perso circa il 90% dell’energia totale disponibile, che viene convertita in calore (la forma energetica più dispersa) e dispersa nell’ambiente, in accordo con la seconda legge della termodinamica. Il resto dell’energia non più utilizzabile proviene dagli scarti della digestione. Pertanto i consumatori primari ottengono circa il 10% dell’energia prodotta dagli organismi autotrofi, mentre i consumatori secondari ottengono l’1% di energia, mentre i consumatori terziari solo lo 0,1%. Ciò significa che il consumatore finale, quello in cima alla catena alimentare, riceve meno energia rispetto all’energia ottenuta dai consumatori dei livelli trofici precedenti. Questo è il motivo per cui le catene trofiche non superano i 5 o 6 livelli. L’esistenza di lunghe catene possono comportare ampie fluttuazioni delle popolazioni, aumentando così il rischio di estinzione delle catene superiori. Inoltre ad ampi livelli aumenta l’esigenza di spazio vitale.